# ドメニコ・ポッツォヴィーヴォ
ドメニコ・ポッツォヴィーヴォ(Domenico Pozzovivo、1982年11月30日 - )は、イタリア、ポリコーロ出身の自転車競技（ロードレース）選手。

## 経歴
2005年、チェラミカ・パナリア - ナヴィガーレ（現 コルナゴ - CSF・イノックス）と契約を結んでプロ転向。
2013年、AG2R・ラ・モンディアルに移籍。
2018年、バーレーン・メリダに移籍。
2020年、NTTプロ・サイクリングに移籍。

## 主な戦績

### 2007年
- ジロ・デ・イタリア　総合17位

### 2008年
- ジロ・デ・イタリア　総合9位

### 2010年
- ティレーノ〜アドリアティコ　総合7位
- ジロ・デル・トレンティーノ　区間優勝（第4ステージ）
- ブリクシア・ツアー　総合優勝（第2,4ステージ優勝）
- トレ・ヴァッリ・ヴァレジーネ　2位

### 2011年
- ジロ・ディ・ロンバルディア　6位
- ブリクシア・ツアー　総合2位（第5ステージ優勝）
- トレ・ヴァッリ・ヴァレジーネ　2位

### 2012年
- ジロ・デル・トレンティーノ　総合優勝、山岳賞（第3ステージ優勝）
- ジロ・デ・イタリア　総合8位(第8ステージ優勝)
- ツアー・オブ・スロベニア　区間優勝（第3ステージ）
- ジロ・ディ・パダニア　区間優勝（第1ステージ）

### 2013年
- ジロ・デ・イタリア　総合10位

### 2014年
- ジロ・デル・トレンティーノ　総合2位

### 2015年
- ボルタ・シクリスタ・ア・カタルーニャ　区間優勝（第3ステージ）
- ジロ・デル・トレンティーノ　区間優勝（第3ステージ）

### 2017年
- ツアー・オブ・ジ・アルプス　総合3位
- ツール・ド・スイス　区間優勝（第6ステージ）